# Auning
Auning – miasto w Danii, w regionie Jutlandia Środkowa, w gminie Norddjurs.